# Corvoheteromeyenia heterosclera
Corvoheteromeyenia heterosclera är en svampdjursart som beskrevs av Bonetto och Ezcurra de Drago 1970. Corvoheteromeyenia heterosclera ingår i släktet Corvoheteromeyenia och familjen Spongillidae.
Artens utbredningsområde är havet utanför Brasilien. Inga underarter finns listade i Catalogue of Life.